# Hunkydora
Hunkydora is een geslacht van tweekleppigen uit de  familie van de Myochamidae.

## Soorten
- Hunkydora australica (Reeve, 1859)
- Hunkydora novozelandica (Reeve, 1859)
- Hunkydora rakiura B.A. Marshall, 2002
- Hunkydora soyoae (Habe, 1950)